# Szerelemre hangszerelve
A Szerelemre hangszerelve (eredeti címe: Begin Again) 2013-ban bemutatott amerikai filmvígjáték John Carney rendezésében. A főbb szerepekben Keira Knightley, Adam Levine és Mark Ruffalo látható. A filmet az New York városában forgatták.
Világpremierje a 2013-as Torontói Nemzetközi Filmfesztiválon volt, 2013. szeptember 7-én. Az amerikai mozikban 2014. június 27-én mutatták be.

## Szereplők
| Szerep     | Színész                  | Magyar hang     |
| ---------- | ------------------------ | --------------- |
| Greta      | Keira Knightley          | Szinetár Dóra   |
| Dan        | Mark Ruffalo             | Rajkai Zoltán   |
| Dave       | Adam Levine              | Nagy Ervin      |
| Steve      | James Corden             | Szvetlov Balázs |
| Violet     | Hailee Steinfeld         | Csuha Bori      |
| Troublegum | CeeLo Green              | Faragó András   |
| Miriam     | Catherine Keener         | Frajt Edit      |
| Saul       | Yasiin Bey               | Király Attila   |
| Malcolm    | Ian Brodsky              | Hamvas Dániel   |
| Jill       | Mary Catherine Garrison  | Zakariás Éva    |
| CEO        | Rob Morrow               | Czvetkó Sándor  |
| Jimmy      | Harvey Morris            | Galambos Péter  |
| Zach       | Nicholas Daniel Gonzalez | Varga Rókus     |

Szinkronstáb
- magyar szöveg: Zalatnay Márta
- hangmérnök: Illés Gergely
- vágó: Kajdácsi Brigitta
- gyártásvezető: Kablay Luca
- szinkronrendező: Tabák Kata
- dalszöveg: Kálmán Tamás
- cím, stáblista, szövegek felolvasása: Bozai József
- szinkron stúdió: Mafilm Audió Kft.

## Érdekességek
- A filmben elhangzó dalokat 2014. június 30-án az Amerikai Egyesült Államokban kiadták.
- A legtöbb dalt Gregg Alexander szerezte Danielle Brisebois, Nick Lashley, Rick Nowels, és Nick Southwood közreműködésével.
- Néhány dalt Glen Hansard és John Carney szerzett.
- A filmben elhangzó dalok többségét Knightley és Levine adja elő.
- A nyitó szám ("Drowning Pool") nem szerepel az albumon.

## Fordítás
- Ez a szócikk részben vagy egészben  a   Begin Again (film) című angol Wikipédia-szócikk fordításán alapul.  Az eredeti cikk szerkesztőit annak laptörténete sorolja fel. Ez a jelzés csupán a megfogalmazás eredetét és a szerzői jogokat jelzi, nem szolgál a cikkben szereplő információk forrásmegjelöléseként.